# 汇丰银行大楼 (沈阳)
汇丰银行奉天支行是香港上海汇丰银行在中国辽宁省沈阳市建造的分行机构，其旧址位于中国辽宁省沈阳市和平区十一纬路100号。2003年，英国汇丰银行奉天支行旧址被列为第六批辽宁省文物保护单位，建筑在2014年后处于闲置状态。

## 历史
1917年，汇丰银行在奉天设立支行，位处奉天商埠地内，经营存放汇、中国关税、盐税和外债赔款等业务。汇丰银行奉天支行成立后不久，五四运动爆发，奉天商民发起抵制日货行动，奉天境内的欧美银行的业务得到极大发展。1928年，汇丰银行决定在商埠地内修建大楼并于1932年竣工。大楼竣工后，汇丰银行奉天支行便搬迁至此。
1931年，九一八事变前，汇丰银行奉天支行以低利吸收奉系军阀高级军政人员及官商豪绅大量私人存款，获取巨额利润，并利用奉系军阀与日本势力间的矛盾，垄断了奉系的外汇相关业务。九一八事变后，欧美银行在奉天受到排挤，业务日益萎缩。由于大量军政官商逃往山海关内，汇丰银行遭到挤兑。为维持正常营业，汇丰银行加入日系银行团体。
1941年12月8日，日本对英美宣战，满洲国当局将银行大楼作为敌产强行没收，汇丰银行奉天支行被迫停业。辽沈战役后，汇丰银行大楼曾为辽宁警备司令部和沈阳市人民市政府机关所在地。
1987年以后，大楼为沈阳市外汇资金管理局和交通银行沈阳分行所用。2005年，大楼经过扩建后为交通银行沈阳分行。2014年后，交通银行搬离大楼，现建筑主体结构处于闲置状态，但后方扩建部分转由沈阳消防烧伤医院使用。

## 建筑

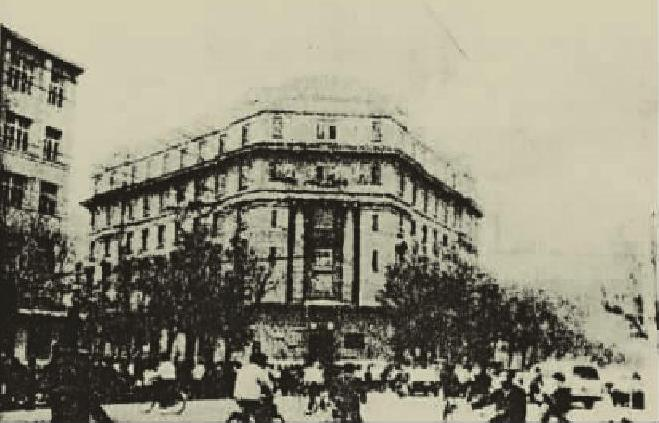
1949年的汇丰银行奉天支行旧址

汇丰银行大楼建于1932年，是由英国HEMMINGS & PARKIN公司设计并由中国建筑工人承建。汇丰银行大楼为钢筋混凝土建筑，地上六层地下一层，占地3700平方米，22.8米高。大楼建成时是沈阳市内最高的建筑。从空中俯瞰，汇丰银行大楼呈“V”形，对称分布，是典型的欧式建筑。一楼门窗为欧式拱形落地门窗，其余楼层均为方格窗。大楼内部设有电梯及发电机。